# Радужная меланотения Маккаллоча
Радужная меланотения Маккаллоча (лат. Melanotaenia maccullochi) — вид лучепёрых рыб из семейства меланотениевых. Часто разводимая в аквариумах.
Самцы светло-оливково-коричневые с серебристым блеском, хвостовой плавник карминно-красный. На жаберных крышках находится красное пятно. Длина 6 см.

## Размножение
Во время икрометания самец особо красиво окрашен. Икринки светло-желтоватого цвета, сравнительно крупные. Выметанная икра повисает на растениях, и при температуре 24—25 °C через 4—5 дней из неё выводятся мальки.